# Appendicula lutea
Appendicula lutea är en orkidéart som beskrevs av Rudolf Schlechter. Appendicula lutea ingår i släktet Appendicula och familjen orkidéer. Inga underarter finns listade i Catalogue of Life.